# Хамада ди Дра
Хамада ди Дра (арап. Hamada du Draa) је каменита пустиња (хамада) на крајњем западу Алжира у близини границе са Мароком. Простире се на површини од око 100.000 км². Заузима простор између вадија Дра на северу и западу, у подгорини Антиатласа, хамаде Тунасин и оазе Тиндуф на југу, као и ерга ер Рауј на истоку. Главна одлика ове хамаде је пустињска клима, високе температуре, несташица воде и пространи каменити платои, који на истоку благо прелазе у пешчане дине. Хамада ди Дра саставни је део пустиње Сахара.